# كال كونينغهام
كال كونينغهام (بالإنجليزية: Cal Cunningham)‏ هو سياسي أمريكي، ولد في 6 أغسطس 1973 في وينستون-سالم في الولايات المتحدة. حزبياً، نشط في الحزب الديمقراطي. وقد انتخب عضو مجلس ولاية كارولاينا الشمالية (2001 – 2003).